# Blesewitz
Blesewitz település Németországban, Mecklenburg-Elő-Pomeránia tartományban. Lakosainak száma 240 fő (2023. december 31.).

## Népesség
A település népességének változása:
| Lakosok száma | 247  | 225  | 236  | 246  | 239  | 240  |
|               | 2014 | 2017 | 2019 | 2021 | 2022 | 2023 |